# Cross Island (ö i Indien)
Cross Island är en ö i Indien.   Den ligger i delstaten Maharashtra, i den sydvästra delen av landet, 1 200 km söder om huvudstaden New Delhi.